# ثيو كالدويل
ثيو كالدويل هو كاتب وكاتب للأطفال كندي، ولد في القرن العشرين.